# 直原玉青
直原 玉青（じきはら ぎょくせい、1904年8月1日 - 2005年9月30日）は、日本の画家、禅僧、俳人。
岡山県赤磐郡（現：赤磐市）生まれ、兵庫県の淡路島で育つ。本名は正。大阪美術学校卒業。帝国美術展に初入選後、日展に16回入選する。南画の第一人者。社団法人日本南画院会長・理事長、現代南画協会理事長、財団法人青少年文化研修道場理事、守口市美術協会会長、青玲社主宰、黄檗宗国清寺住職、俳誌「早春」選者などを務める。洲本市名誉市民、守口市名誉市民、南あわじ市名誉市民。
５２歳の時、「自然の実相が禅」との柴山全慶老師（当時）の言葉に触れ、禅に傾倒。以来、老師の提唱は欠かさず聞いた。また当時の村瀬玄妙黄檗宗元管長とも幼馴染みで、臨済宗黄檗宗の僧籍をもつ。
また幼少時代を過ごした淡路島で唯一の黄檗宗の寺、国清庵が荒廃している姿をみて復興を決意、1970年（昭和55年）国清寺として再建させた。
大阪守口の自宅には「芭蕉堂」を建てた。。
2005年9月30日午前6時47分、心不全のため大阪府守口市の病院で死去。101歳没。生前は社団法人日本南画院会長として、「日本南画が中国より発展し、日本風土に適し、水と墨を主体にした世界にも類のない東洋独自の表現様式は、世界に誇るべき独自の芸術である」と日本南画の素晴らしさを語っていた。

## 経歴
- 遊魚（南画院入選）
- 雨逆風饕（帝国美術展入選）
- 南禅寺管長柴山全慶老師に師事
- 社団法人日本南画院創立に参加
- 勲四等旭日章を受ける。
- 現代南画協会設立、理事長となる。
- 日本南画院理事長に就任。
- 大阪府守口市名誉市民の称号を受ける。
- 勲三等瑞宝章を受ける。
- 1993年、平成5年度兵庫県文化賞を受け[5]、兵庫県公館に作品が展示保存される。
- 滝川記念美術館玉青館が開館（南あわじ市）。
- 現代南画美術館完成（守口市）

## 個人美術館
- 南あわじ市滝川記念美術館玉青館
- 直原玉青記念美術館